# Kunstleria curtisii
Kunstleria curtisii är en ärtväxtart som beskrevs av David Prain. Kunstleria curtisii ingår i släktet Kunstleria och familjen ärtväxter. Inga underarter finns listade i Catalogue of Life.